# Bezručova alej
Bezručova alej este o arie protejată (arie specială de conservare — SAC, sit de importanță comunitară — SCI) din Republica Cehă întinsă pe o suprafață de 5,07 ha, integral pe uscat.

## Localizare
Centrul sitului Bezručova alej este situat la coordonatele 48°46′10″N 16°46′44″E / 48.769444°N 16.778889°E.

## Înființare
Situl Bezručova alej a fost declarat sit de importanță comunitară în aprilie 2005 pentru a proteja 1 specie de animale. Situl a fost protejat și ca arie specială de conservare în martie 2016.

## Biodiversitate
Situată în ecoregiunea panonică, aria protejată nu include niciun habitat protejat.
La baza desemnării sitului se află o specie protejată de  nevertebrate: Osmoderma eremita.